# David W. Evans

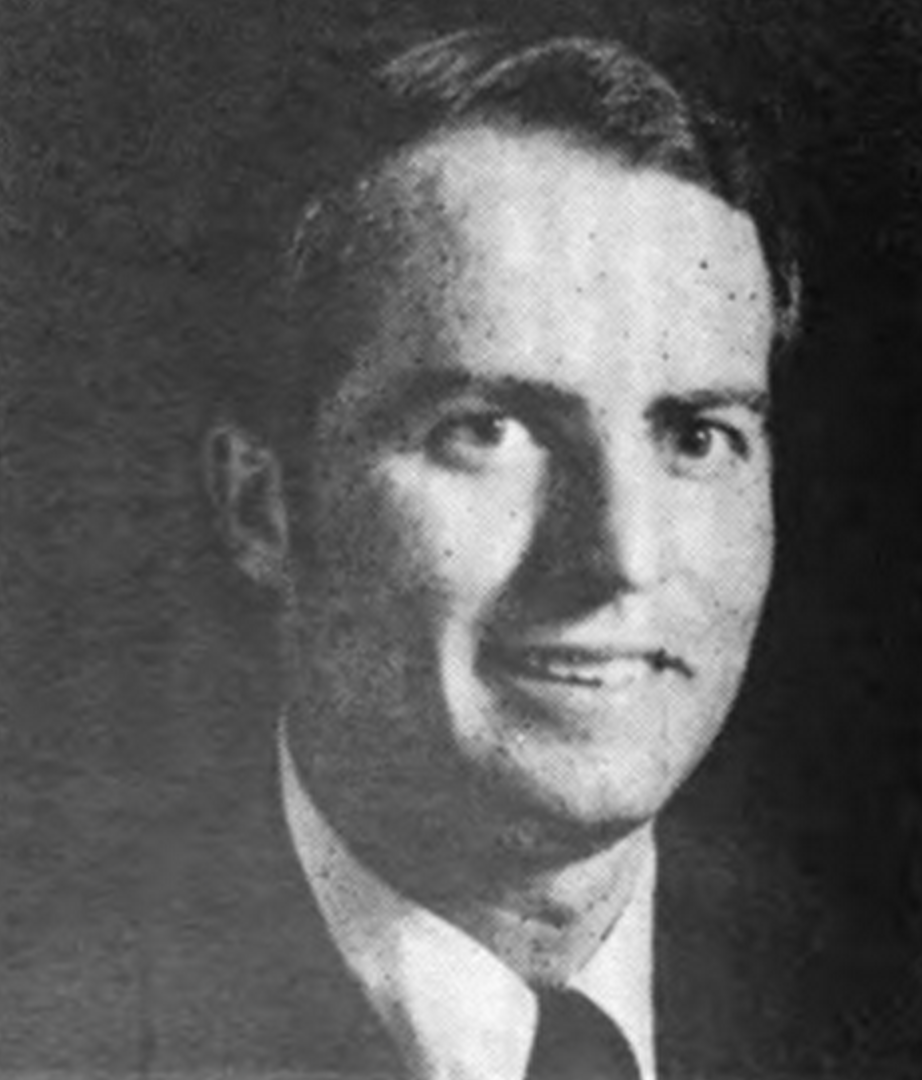
David W. Evans

David Walter Evans (* 17. August 1946 in Lafayette, Indiana) ist ein US-amerikanischer Politiker. Zwischen 1975 und 1983 vertrat er den Bundesstaat Indiana im US-Repräsentantenhaus.

## Werdegang
David Evans besuchte die öffentlichen Schulen in Shoals. Danach studierte er bis 1969 an der Indiana University und bis 1971 an der Butler University. Von 1968 bis 1974 unterrichtete er das Fach Sozialwissenschaften. Politisch schloss sich Evans der Demokratischen Partei an. Im Jahr 1974 war er Delegierter zu deren Mid-Term Convention.
Bei den Kongresswahlen des Jahres 1974 wurde Evans im sechsten Wahlbezirk von Indiana in das US-Repräsentantenhaus in Washington, D.C. gewählt, wo er am 3. Januar 1977 die Nachfolge von William G. Bray antrat. Nach drei Wiederwahlen konnte er bis zum 3. Januar 1983 vier Legislaturperioden im Kongress absolvieren. Im Jahr 1982 wurde er nicht wiedergewählt. Seit seinem Ausscheiden aus dem US-Repräsentantenhaus arbeitet Evans als politischer Berater in der Bundeshauptstadt Washington.